# 佐藤順一
佐藤順一（1960年3月11日—），日本動畫導演、演出。愛知縣海部市（前身為甚目寺町）出身。
於東映動畫出身、現為TYO Animations （前身為HAL FILM MAKER）董事。代表作包括《娛樂金魚眼》、《美少女戰士》、《小魔女Doremi》、《Keroro軍曹》、《萬花筒之星》、《彩夢芭蕾》、《ARIA》、《幸福光暈》等，在世界各地都頗受歡迎。

## 經歷
早年就讀於日本大學藝術學部電影學科，後來於東映動畫向月岡貞夫拜師學藝。1981年正式離開大學，成為東映動畫的第一期研修生。
首次成為導演是研修生時代製作8mm菲林版的《世界名作劇場》。不過，首次參與現有模式的動畫製作，是在1983年的
繪畫分鏡並擔任演出。1984年，他在的表現受到好評，於翌年被提名為輔助系列導演，後年更一下子躍升為東映動畫有史以來最年輕的系列導演（決定整套的製作風格，跟監督的職務十分相似）。1980年代後期，開始提拔一些新晉演出助手，直到現在。
1998年脫離東映動畫，成為了自由身。於2000年成為動畫公司HAL FILM MAKER的董事。2009年，促成了跟TYO Animations的合併工作，並繼續擔任董事。此後到2018年才再度參與東映動畫作品。
2005年起與Mag Garden關係變得親密，親自執導了旗下《ARIA》和《Sketch book ～full color's～》的製作。其後原創作品《海物語》都是透過該公司發行漫畫版。

## 作風[2]
擅長兒童向和女性向作品。作為演出家，繪畫原畫和動畫的經驗較少，但其繪畫的分鏡獲得行內很高的評價，亦以快速完成而顯得有名。行來人亦欣賞其作品除了能顧及原作發展，還能以獨特的手法和分鏡把故事昇華。當中，《娛樂金魚眼》被視為最能表現這種魅力的模範作。除了《星際牛仔》外，旗下作品不論性質，幾乎都有催淚情節，所以在行內有「催淚的佐藤順一」（泣かせの佐藤順一）的稱號。庵野秀明亦曾表示，他與鈴木俊二和薩川昭夫可以並稱為「日常小故事．三重奏」。
積極培養著後輩，幾原邦彥、宇田鋼之介、五十嵐卓哉等都是東映動畫時代的他教出來的。導演細田守亦表示在原畫時代，經常以佐藤班底作標準去評估自己演出的能力。身為系列導演時，經常由自己繪畫第一集的分鏡，為其他製作成員示範作品的演繹風格。此舉乃現今動畫製作模式的雛形。為讓其他製作人員了解自己的風格和不足，往往會刻意不多修改各話的劇本和分鏡。
東映動畫時代，已在擔當演出的同時兼任音響，成為自由身後更積極擔任整部作品的音響監督。十分講究音樂的用法，甚至在寫劇本和繪畫分鏡的階段已經指定選曲。另外，旗下作品必有本著母愛洋溢的精神，但又不夠細心的少女角色。為女性主角作試音時特別積極，因而捧出不少女新人聲優，找男性聲優時反而較隨便。此外，他對編寫故事有一定程度興趣，近年開始兼任旗下作品的系列構成。
2000年後，他仍本著這種輔助精神去擔當多套作品的總監督和監修。一般而言，他在作品前期的較積極，令它們有潛力成為長篇作品，例子有《美少女戰士》和《Keroro軍曹》。在這之後，他正式移交大部分工作給後輩。

## 人物
- 選曲家佐藤恭野，是其妻子。他作為音響監督亦經常向妻子詢問意見。
- 平日經常穿一副裝飾用眼鏡。
- 患有痛風。
- 嗜好是品嚐飯菜和採訪旅行。
- 鍵盤常利用假名。
- 作為動畫監督，於媒體和活動的曝光率較一般為高。

## 筆名
在主要工作和活動中都用到本名佐藤順一，但過去亦因應不同種類的作品使用特別筆名。東映動畫曾禁止其在社外工作時用到部分筆名。
- 甚目喜一：參與機械人動畫的分鏡工作時用到的筆名，但負責內容多數關於日常生活，很少涉及戰鬥。
- ：參加東映動畫以外工作時短暫使用過的筆名，多數於《櫻桃小丸子》和《森林大帝》中使用。後來已用回本名
- ：為《小魔女Doremi》及《Keroro軍曹》劇中歌作詞時用到。

## 作品列表

### 電視動畫
- 新竹取物語 1000年女王（新竹取物語 1000年女王，1981年） 製作進行
- 妙殿下（パタリロ!，1982年） 製作進行
- 伏魔小旋風（ベムベムハンターこてんぐテン丸，1983年） 分鏡、演出
- 外星小美兒 （1984年）分鏡、演出
- 機動戰士Z高達（機動戦士Ζガンダム，1985年）分鏡（甚目喜一名義）
- （1985年）輔助系列導演、分鏡、演出
- 楓葉鎮物語（メイプルタウン物語，1986年） 系列導演
- 聖魔大戰（ビックリマン，1987年－1989年） 演出
- 靈幻小子（悪魔くん，1989年） 系列導演、OP&ED演出、分鏡、演出
- 東京流浪女（気ままにアイドル，1990年） 監督
- （1990年） 系列導演
- 娛樂金魚眼（きんぎょ注意報!，1991年） 系列導演
- 美少女戰士（美少女戦士セーラームーン，1992年－1993年） 系列導演
- 美少女戰士R（美少女戦士セーラームーンR，1993年－1994年） 系列導演
- 新世紀福音戰士（新世紀エヴァンゲリオン，1995年－1996年）分鏡（甚目喜一名義）
- 聖天空戰記（天空のエスカフローネ，1996年）分鏡（甚目喜一名義）
- 機械女神J（セイバーマリオネットJ，1996年－1997年）分鏡（甚目喜一名義）
- 少女革命（少女革命ウテナ，1997年）分鏡
- 夢之蠟筆王國（夢のクレヨン王国，1997年－1999年） 系列導演
- 星際牛仔（カウボーイビバップ，1998年－1999年） 演出
- 機械女神JtoX（セイバーマリオネットJtoX，1998年－1999年）分鏡
- 他和她的事情（彼氏彼女の事情，1998年－1999年）分鏡
- 小魔女Doremi（おジャ魔女どれみ，1999年－2000年） 系列導演 （與五十嵐卓哉共同擔當）
- 魔法使Tai!（魔法使いTai!，1999年） 原案、監督
- 外星BB撞地球（だぁ!だぁ!だぁ!，2000年－2002年）分鏡
- （2000年） 原作、總監督
- 捍衛者（ゲートキーパーズ，2000年） 總監督
- 櫻花大戰TV版 （サクラ大戦TV，2000年）分鏡
- 白雪戰士（新白雪姫伝説プリーティア，2001年） 原作、總監督
- 七小花（七人のナナ，2002年）分鏡
- 彩夢芭蕾（プリンセスチュチュ，2002年－2003年） 總監督
- 6/17秀逗美眉（ななか6/17，2003年） 原案、監督
- 萬花筒之星（カレイドスター，2003年） 原案、監督
- 萬花筒之星 嶄新之翼（カレイドスター 新たなる翼，2003年－2004年） 原案、監督（與平池芳正共同擔當）
- Keroro軍曹（ケロロ軍曹，2004年－2011年） 第1及第2系列為總監督、第3系列以後為監修、OP分鏡
- 雙子公主（ふしぎ星の☆ふたご姫，2005年） 總監督
- ARIA The ANIMATION（2005年） 監督、系列構成、劇本、音響監督
- 雙子公主Gyu!（ふしぎ星の☆ふたご姫 Gyu!，2006年） 總監督
- ARIA The NATURAL（2006年） 監督、系列構成、音響監督
- 羅密歐×茱麗葉（ロミオ×ジュリエット，2007年） 音響監修、分鏡
- Sketch book ～full color's～（スケッチブック 〜full color's〜，2007年） 監修、分鏡
- 暗夜魔法使 The ANIMATION（ナイトウィザード The ANIMATION，2007年）分鏡
- ARIA The ORIGINATION（2008年） 監督、系列構成・音響監督
- 鬼太郎 (角色)（墓場鬼太郎，2008年）分鏡
- 守護甜心!!心跳（しゅごキャラ!!どきっ，2008年） 監修
- 吸血鬼騎士Guilty（ヴァンパイア騎士 Guilty，2008年）分鏡
- SKIP BEAT！華麗的挑戰（スキップ・ビート!，2008年）分鏡
- 海物語（うみものがたり 〜あなたがいてくれたコト〜，2009年） 監督、音響監督
- KIDDY GiRL-AND（2009年－2010年） 音響監督、分鏡
- 嬌蠻貓娘大橫行（迷い猫オーバーラン!，2010年）第12話監督、分鏡
- 異國迷宮的十字路口 The Animation（異国迷路のクロワーゼ The Animation，2011年） 系列構成、音響監督
- 天才黃金腦～神之謎（ファイ・ブレイン 神のパズル，2011年） 監督
- 幸福光暈〜hitotose〜（たまゆら〜hitotose〜，2011年） 原作（原案）、監督、系列構成、音響監督
- M3〜其為黑鋼〜 （M3〜ソノ黒キ鋼〜，2014年）監督
- 干支魂 （えとたま，2015年）ED分鏡
- 藍海少女！ （あまんちゅ!，2016年）總監督、音響監督、分鏡
- 藍海少女！～Advance～（2018年）總監督
- HUG！光之美少女（HUGっと!プリキュア，2018年）系列監督（與座古明史共同擔當）

### 劇場動畫
- 劇場版靈幻小子（悪魔くん，1989年）監督
- 劇場版娛樂金魚眼（劇場版きんぎょ注意報!，1992年）監督
- （1995年）監督
- 新世紀福音戰士劇場版：Air/真心為你（新世紀エヴァンゲリオン劇場版 Air/まごころを、君に）分鏡（甚目喜一名義）
- 秀逗魔導士 PREMIUM（スレイヤーズぷれみあむ，2001年）劇本、監督
- 超劇場版ケロロ軍曹（2006年）總監督
- 超劇場版 Keroro軍曹 2 深海的公主（超劇場版Keroro軍曹 超劇場版ケロロ軍曹2 深海のプリンセスであります!，2007年）總監督
- 超劇場版 Keroro軍曹 3 Keroro VS Keroro 天空大決戰（超劇場版ケロロ軍曹3 ケロロ対ケロロ天空大決戦であります!，2008年）總監督
- 福音戰士新劇場版：破（ヱヴァンゲリヲン新劇場版：破，2009年）分鏡
- 超劇場版 Keroro軍曹 5 誕生！究極Keroro奇蹟的時空之島！！（2010年）總監督
- 短暂和平 永别了，武器（2013年）ストーリーアドバイジング
- 想哭的我戴上了猫的面具（2020年）監督（由影院放映变更为Netflix独家作品）
- 尋找小魔女DoReMi（2020年）監督（與鎌谷悠共同擔當）
- 水星領航員The CREPUSCOLO (2021年) 總監督 分鏡
- 水星領航員The BENEDIZIONE (2021年) 總監督 分鏡

### OVA
- 機動戰士GUNDAM 0080：口袋裡的戰爭（機動戦士ガンダム0080 ポケットの中の戦争，1989年）分鏡（甚目喜一名義）
- （1996年） 原案、分鏡、總指揮
- （1996年） 監督
- 捍衛者21（ゲートキーパーズ21，2002年）分鏡、演出
- 萬花筒之星 嶄新之翼 - EXTRA STAGE（カレイドスター 新たなる翼 - EXTRA STAGE -，2004年） 原案、監督 （與平池芳正共同擔當）
- 小魔女DoReMi心之密語（おジャ魔女どれみ ナ・イ・ショ，2004年） 監修、分鏡
- 萬花筒之星 鳳凰傳說（カレイドスター Legend of phoenix 〜レイラ・ハミルトン物語〜，2005年） 原案、監督、音響監督
- ARIA The OVA 〜ARIETTA〜 （2007年） 監督、劇本、分鏡、音響監督
- 幸福光暈（たまゆら，2010年） 原作（原案）、監督、系列構成、劇本、分鏡、音響監督
- One off （2012年）原案・監督・ED＆分鏡、Eyecatch
- 絶滅危愚少女 Amazing Twins （2014年）原作・監督
- たまゆら〜卒業写真〜（2015年）原作・監督・シリーズ構成

### 網絡動畫
- 想哭的我戴上了猫的面具（2020年） 监督 （从影院放映变更为Netflix独家作品）

### 活動上映動畫
- （2010年） 監修、分鏡

## 外部連結
- 佐藤順一的X（前Twitter）